# Байлз, Симона
Симо́на Ариа́нна Байлз Оуэнс (англ. Simone Arianne Biles Owens; род. 14 марта 1997 года, Колумбус, Огайо, США) — американская гимнастка, 7-кратная олимпийская чемпионка, 23-кратная чемпионка мира (абсолютный рекорд в истории чемпионата мира), в том числе 6-кратная в абсолютном первенстве (2013, 2014, 2015, 2018, 2019, 2023). По общему количеству наград с Олимпийских игр и чемпионатов мира (41) занимает первое место в истории.

## Биография

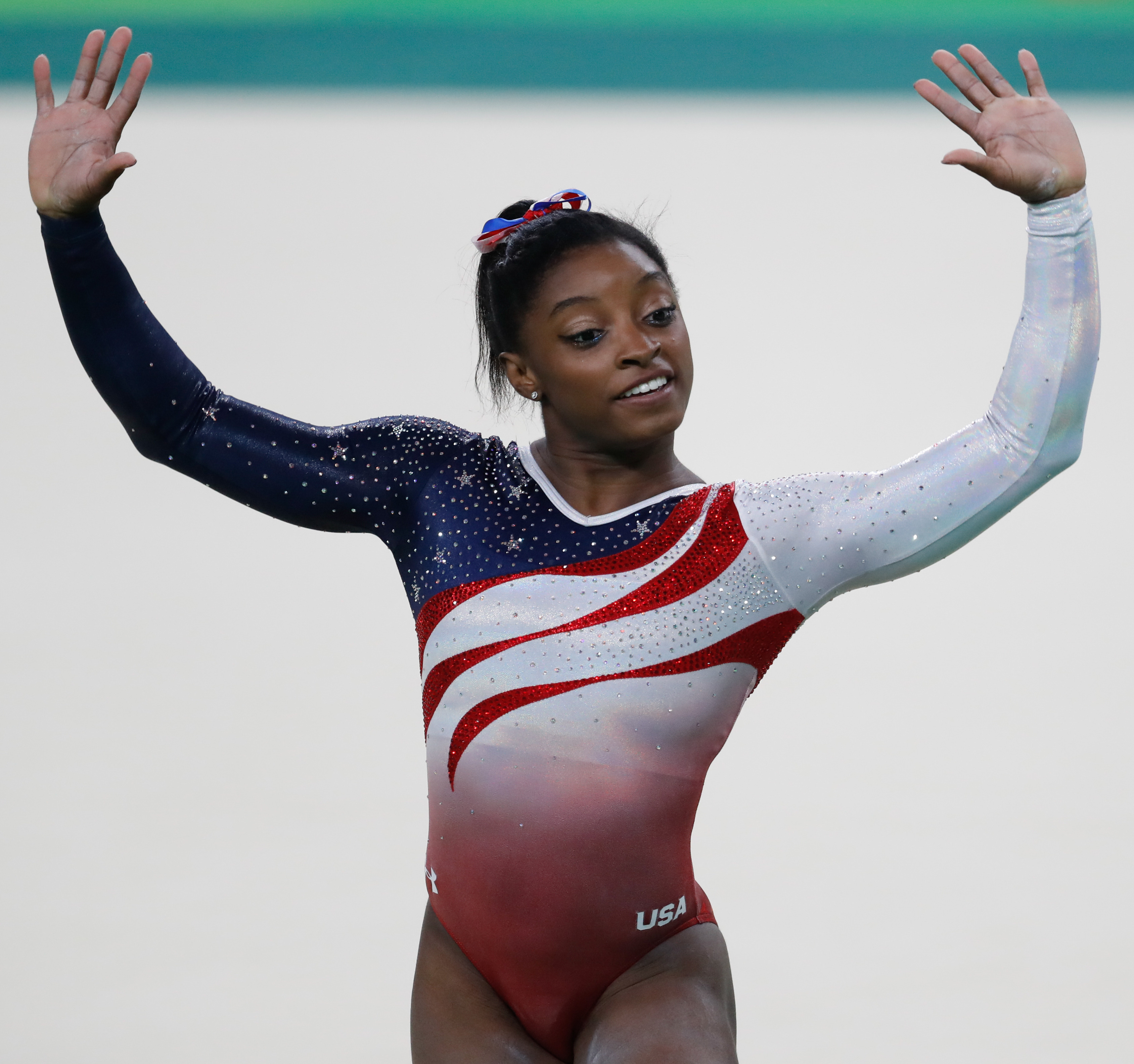
Байлз на Играх в Рио

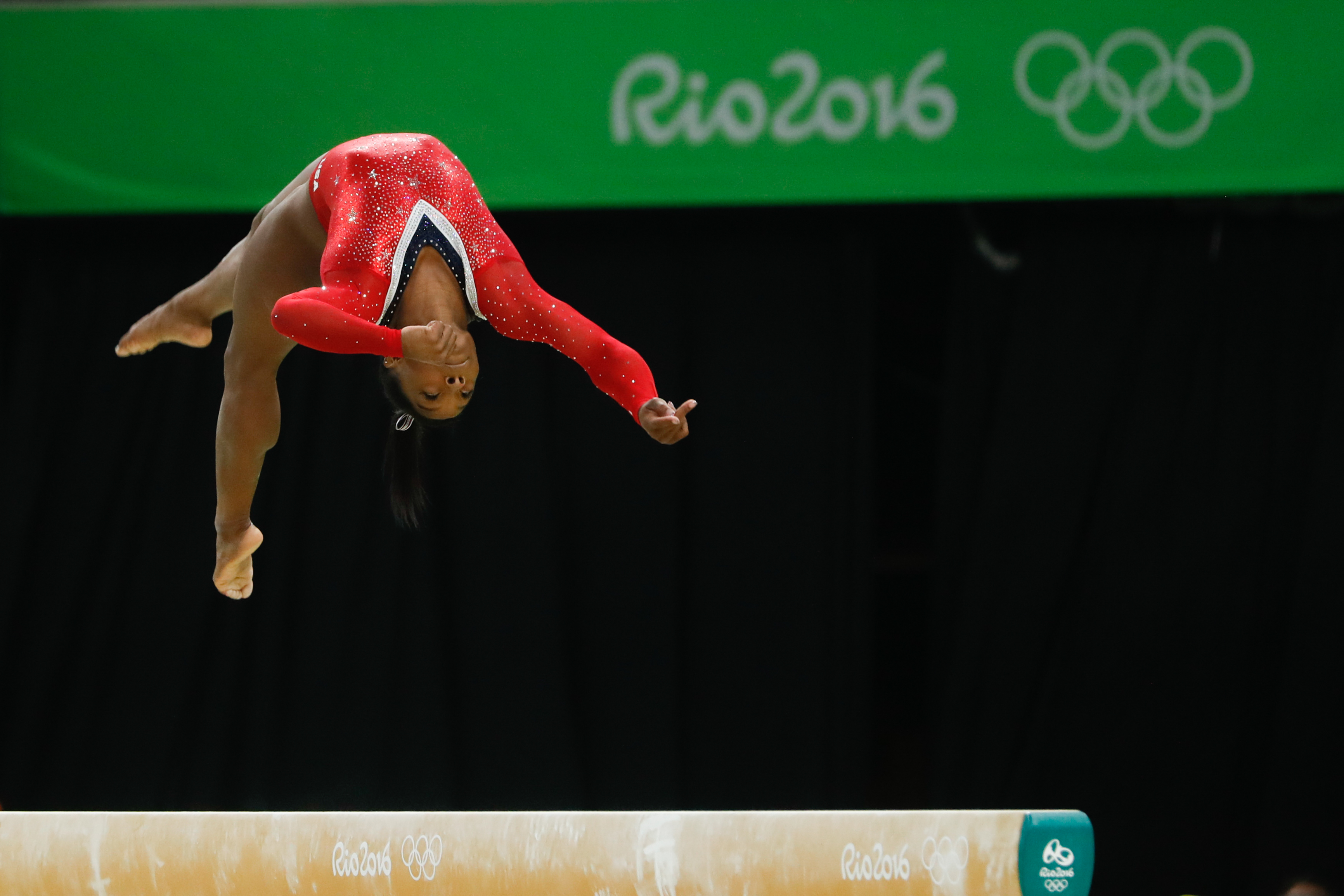
Байлз выступает на бревне на Играх в Рио

Кроме американского гражданства имеет также гражданство Белиза, откуда родом её мать. Байлз называет Белиз своей второй родиной. Есть сестра Адрия, которая также занимается гимнастикой.
Начала заниматься гимнастикой в возрасте 6 лет. На взрослом уровне дебютировала в 2013 году.
Байлз стала первой с 1994 года американской гимнасткой, кому удалось защитить свой титул чемпионки мира в абсолютном первенстве (в 1993 и 1994 годах чемпионкой становилась Шэннон Миллер).
Первая в истории афроамериканка, ставшая чемпионкой мира по гимнастике в абсолютном первенстве.
На Олимпийских играх 2016 года в Рио выиграла пять медалей из шести возможных: Байлз не сумела отобраться в финал только на брусьях. Выиграла золото в абсолютном и командном первенстве, а также в вольных упражнениях и опорном прыжке. На бревне она стала бронзовым призёром. Несла флаг США на церемонии закрытия Игр.
На Олимпийских играх 2020 завоевала серебряную медаль в команде.
28 июля 2021 года снялась с финала многоборья, сославшись на проблемы с психическим здоровьем. После дальнейшего медицинского обследования 30 июля она также снялась с финалов в упражнениях в опорном прыжке, брусьях и вольных упражнениях, но ещё оставляя возможность участвовать в финале на бревне в последний день финала соревнований. Позже, 2 августа, она подтвердила, что будет участвовать в финале упражнения на бревне. Завоевала бронзовую медаль в упражнении на бревне, уступив китаянкам Гуань Чэньчэнь и Тан Сицзин. Сравнялась с Ларисой Латыниной по количеству медалей, завоёванных гимнасткой всех времён, с 32 медалями чемпионатов мира и олимпийскими медалями.
На чемпионате мира 2023 года в Антверпене завоевала пять медалей, в том числе 4 золотых. Байлз шестой раз в карьере победила в личном многоборье на чемпионате мира.
На Олимпийских играх 2024 года в Париже завоевала три золотые медали — в командном первенстве, личном многоборье и опорном прыжке. В вольных упражнениях стала второй. Байлз довела общее количество своих олимпийских наград до 11, включая 7 золотых. Она сравнялась по количеству побед на Олимпийских играх с Верой Чаславской, больше среди женщин побеждала в гимнастике только Лариса Латынина (9).

## Употребление метилфенидата
В 2016 году хакерская группа Fancy Bears Hack Team опубликовала взломанные данные Всемирного антидопингового агентства (WADA), согласно которым в четырёх допинг-тестах Байлз, проведённых с 11 по 16 августа 2016 года во время Олимпийских игр, был обнаружен психостимулятор метилфенидат. После этого Антидопинговое агентство США было вынуждено признать, что Байлз было выдано разрешение на терапевтическое использование (TUE) данного препарата для лечения синдрома дефицита внимания и гиперактивности. Сама Байлз написала в Twitter, что не стыдится применения лекарств, которые помогли ей преодолеть трудности концентрации внимания.
Одной из причин неудачного выступления Байлз на Олимпийских играх 2020, возможно, являлся запрет на свободный ввоз метилфенидата в Японию .

## Спортивные достижения

### Юниорские
| Год  | Турнир           | Команда | Многоборье | Опорный прыжок | Разновысокие брусья | Бревно | Вольные упражнения |
| ---- | ---------------- | ------- | ---------- | -------------- | ------------------- | ------ | ------------------ |
| 2011 | American Classic |         | 3          | 1              | 8                   | 1      | 4                  |
| 2011 | U.S. Classic     |         | 20         | 5              |                     |        | 5                  |
| 2011 | Чемпионат США    |         | 14         | 7              | 22                  | 10     | 12                 |
| 2012 | U.S. Classic     |         | 1          | 1              |                     | 6      | 2                  |
| 2012 | Чемпионат США    |         | 3          | 1              | 6                   | 6      | 6                  |

### Взрослые
| Год  | Турнир                                        | Команда                                       | Многоборье                                    | Опорный прыжок                                | Разновысокие брусья                           | Бревно                                        | Вольные упражнения                            |
| ---- | --------------------------------------------- | --------------------------------------------- | --------------------------------------------- | --------------------------------------------- | --------------------------------------------- | --------------------------------------------- | --------------------------------------------- |
| 2013 | American Cup                                  |                                               | 2                                             |                                               |                                               |                                               |                                               |
| 2013 | City of Jesolo Trophy                         | 1                                             | 1                                             | 1                                             |                                               | 1                                             | 1                                             |
| 2013 | Chemnitz Friendly                             | 1                                             | 2                                             | 1                                             |                                               | 1                                             | 1                                             |
| 2013 | U.S. Classic                                  |                                               |                                               |                                               |                                               | 7                                             | 8                                             |
| 2013 | Чемпионат США                                 |                                               | 1                                             | 2                                             | 2                                             | 2                                             | 2                                             |
| 2013 | Чемпионат мира                                | N/A                                           | 1                                             | 2                                             | 4                                             | 3                                             | 1                                             |
| 2014 | U.S. Classic                                  |                                               | 1                                             | 1                                             | 4                                             | 1                                             | 1                                             |
| 2014 | Чемпионат США                                 |                                               | 1                                             | 1                                             | 4                                             | 2                                             | 1                                             |
| 2014 | Чемпионат мира                                | 1                                             | 1                                             | 2                                             |                                               | 1                                             | 1                                             |
| 2015 | American Cup                                  |                                               | 1                                             |                                               |                                               |                                               |                                               |
| 2015 | City of Jesolo Trophy                         | 1                                             | 1                                             | 1                                             |                                               | 1                                             | 1                                             |
| 2015 | U.S. Classic                                  |                                               | 1                                             | 1                                             | 4                                             | 1                                             | 1                                             |
| 2015 | Чемпионат США                                 |                                               | 1                                             | 1                                             | 5                                             | 1                                             | 2                                             |
| 2015 | Чемпионат мира                                | 1                                             | 1                                             | 3                                             |                                               | 1                                             | 1                                             |
| 2016 | Pacific Rim Championships                     | 1                                             | 1                                             |                                               |                                               |                                               |                                               |
| 2016 | U.S. Classic                                  |                                               |                                               |                                               | 5                                             | 1                                             |                                               |
| 2016 | Чемпионат США                                 |                                               | 1                                             | 1                                             | 4                                             | 1                                             | 1                                             |
| 2016 | Olympic Trials                                |                                               | 1                                             | 1                                             | 4                                             | 4                                             | 1                                             |
| 2016 | Олимпийские игры                              | 1                                             | 1                                             | 1                                             |                                               | 3                                             | 1                                             |
| 2017 | не участвовала в соревнованиях                | не участвовала в соревнованиях                | не участвовала в соревнованиях                | не участвовала в соревнованиях                | не участвовала в соревнованиях                | не участвовала в соревнованиях                | не участвовала в соревнованиях                |
| 2018 | U.S. Classic                                  |                                               | 1                                             |                                               | 10                                            | 1                                             | 1                                             |
| 2018 | Чемпионат США                                 |                                               | 1                                             | 1                                             | 1                                             | 1                                             | 1                                             |
| 2018 | Worlds Team Selection Camp                    |                                               | 1                                             | 1                                             | 2                                             | 4                                             | 1                                             |
| 2018 | Чемпионат мира                                | 1                                             | 1                                             | 1                                             | 2                                             | 3                                             | 1                                             |
| 2019 | Stuttgart World Cup                           |                                               | 1                                             |                                               |                                               |                                               |                                               |
| 2019 | U.S. Classic                                  |                                               | 1                                             |                                               | 5                                             | 3                                             | 1                                             |
| 2019 | Чемпионат США                                 |                                               | 1                                             | 1                                             | 3                                             | 1                                             | 1                                             |
| 2019 | Worlds Team Selection Camp                    |                                               | 1                                             | 1                                             | 4                                             | 2                                             | 1                                             |
| 2019 | Чемпионат мира                                | 1                                             | 1                                             | 1                                             | 5                                             | 1                                             | 1                                             |
| 2020 | не участвовала в соревнованиях из-за COVID-19 | не участвовала в соревнованиях из-за COVID-19 | не участвовала в соревнованиях из-за COVID-19 | не участвовала в соревнованиях из-за COVID-19 | не участвовала в соревнованиях из-за COVID-19 | не участвовала в соревнованиях из-за COVID-19 | не участвовала в соревнованиях из-за COVID-19 |
| 2021 | U.S. Classic                                  |                                               | 1                                             |                                               | 15                                            | 1                                             | 1                                             |
| 2021 | Чемпионат США                                 |                                               | 1                                             | 1                                             | 3                                             | 1                                             | 1                                             |
| 2021 | Olympic Trials                                |                                               | 1                                             | 1                                             | 3                                             | 3                                             | 1                                             |
| 2021 | Олимпийские игры                              | 2                                             | WD                                            | WD                                            | WD                                            | 3                                             | WD                                            |